# Rajd Wikingów 1957
Rajd Wikingów 1957 (7. Viking Rally) – 7. edycja rajdu samochodowego Rajd Wikingów rozgrywanego w Norwegii. Rozgrywany był od 20 do 23 września 1957 roku. Rajd miał być dziewiątą rundą Rajdowych Mistrzostw Europy w roku 1957, lecz ze względu na śmierć króla Norwegii Haakona VII przerwano go w połowie nie zaliczając wyników do ERC.

## Klasyfikacja rajdu
| Miejsce                | Kierowca               | Pilot                  | Samochód                      | Czas                   | Strata                 |                        |
| Klasyfikacja generalna | Klasyfikacja generalna | Klasyfikacja generalna | Klasyfikacja generalna        | Klasyfikacja generalna | Klasyfikacja generalna | Klasyfikacja generalna |
| ---------------------- | ---------------------- | ---------------------- | ----------------------------- | ---------------------- | ---------------------- | ---------------------- |
| 1.                     | Nils Fredrik Grøndal   | Thorbjørn Berntsen     | Volvo PV 444                  | 7                      |                        |                        |
| 2.                     | Arne Ingier            | Håkon Fløysvik         | Volvo PV 444                  | 8                      | +1                     |                        |
| 3.                     | Carl-Magnus Skogh      | Rolf Skogh             | Saab 93 B                     | 14                     | +6                     |                        |
| 4.                     | Jens-Jarl Jærnes       | Johan Solem            | Mercedes-Benz 190 W121        | 16                     | +9                     |                        |
| 5.                     | Leif Vold-Johansen     | Carl Karlan            | DKW F 91                      | 20                     | +12                    |                        |
| 6.                     | Harry Bengtsson        | Åke Righard            | Volkswagen Käfer Typ 122 1200 | 20                     | +13                    |                        |
| 7.                     | Helge Kristiansen      | Even Halla             | Simca Vedette Versailles      | 20                     | +13                    |                        |
| 8.                     | Rune Bäcklund          | Arne Bergström         | Volvo PV 444                  | 22                     | +15                    |                        |
| 9.                     | Karl Paulsen           | Finn Pettersen         | Mercedes-Benz 220 S           | 22                     | +15                    |                        |
| 10.                    | Bengt Johansson        | Arne Bohm              | Peugeot 403                   | 24                     | +17                    |                        |